# Probant
Probant:
- w genealogii to osoba:
  - która zajmuje centralne miejsce na tablicy genealogicznej (np. przodek na wykresie potomków, potomek w wywodzie przodków)[1], lub
  - dla której oblicza się stopień pokrewieństwa, lub
  - wobec której określa się nazwę relacji rodzinnej.
- w genetyce – osoba, która jest przedmiotem badania genetycznego
- kandydat do zakonu, nowicjusz[2]

## Inne znaczenia
Ponadto wyraz probant występuje w wyrażeniach:
- principia probant non probantur – łacińska fraza, mówiąca, że rzeczy podstawowych nie potrzeba udowadniać. Jej negacja post factum legła u podstaw rozwoju nauki.
- Acta publica probant se ipsa – Dokumenty urzędowe świadczą same za siebie, łacińska paremia prawnicza mówiąca, że dokumenty urzędowe, sporządzone w przepisanej formie przez powołane do tego organy władzy publicznej i inne organy państwowe w zakresie ich działania, stanowią dowód tego, co zostało w nich urzędowo zaświadczone[3].